# 白坂翔
白坂 翔（しらさか しょう、1984年 - ）は、日本の実業家、ウェブデザイナー。株式会社ピチカートデザイン代表取締役。株式会社人狼代表取締役。ボードゲームカフェ『JELLY JELLY CAFE』オーナー、将棋カフェ『COBIN』オーナー。また、マーダーミステリー専門店『Rabbithole』のプロデューサーも務めている。

## 概要
山梨県甲府市生まれ。防衛大学校に進学し、在学中に大学でプログラミング、独学でウェブデザインのスキルを習得し、防衛大学校を3年で中退。起業資金を集めるために、新宿歌舞伎町でホストとして1年半働く。大学の同期と共同経営者として起業したのち、2010年に株式会社ピチカートデザインを設立し、代表取締役に就任。2011年に渋谷区で初となるコワーキングスペース『JELLY JELLY CAFE』をオープンする。白坂自身所有のボードゲームを『JELLY JELLY CAFE』に置き、ボードゲームのイベントを定期的に開催したところ、ボードゲームを目的での来客が増加したため『JELLY JELLY CAFE』をボードゲームカフェ業態へと転換した。2019年には将棋カフェ『COBIN』をオープンさせ、ボードゲームの通販サイト運営やWEB制作も手掛けている。
ボードゲームの魅力を知り、趣味で集め始めたは20代後半から。また、株式会社人狼を設立するほどの人狼ゲーム好きでもある。

## 出演
インターネット番組
- 『オーイシ×加藤のピザラジオ』（YouTube） - ボードゲーム企画でゲームの紹介役[9][10]、人狼ゲーム企画でゲームマスターとして出演[11]

### イベント
- 配信者ハイパーゲーム大会 (裏ハイパーゲーム紹介、2023年3月25日、OPENREC.tv)
- 第2回配信者ハイパーゲーム大会 (裏ハイパーゲーム紹介、2024年3月16日、OPENREC.tv)